# 苏根海姆
苏根海姆是德国巴伐利亚州的一个市镇。总面积63.38平方公里，总人口2323人，其中男性1164人，女性1159人（2011年12月31日），人口密度37人/平方公里。